# Volksgerichtshof
Het Volksgerichtshof (Nederlands: Volksrechtbank) was in 1934 door nazi-Duitsland ingesteld als speciaal gerechtshof voor het voeren van processen over hoogverraad en landverraad.

## Oprichting

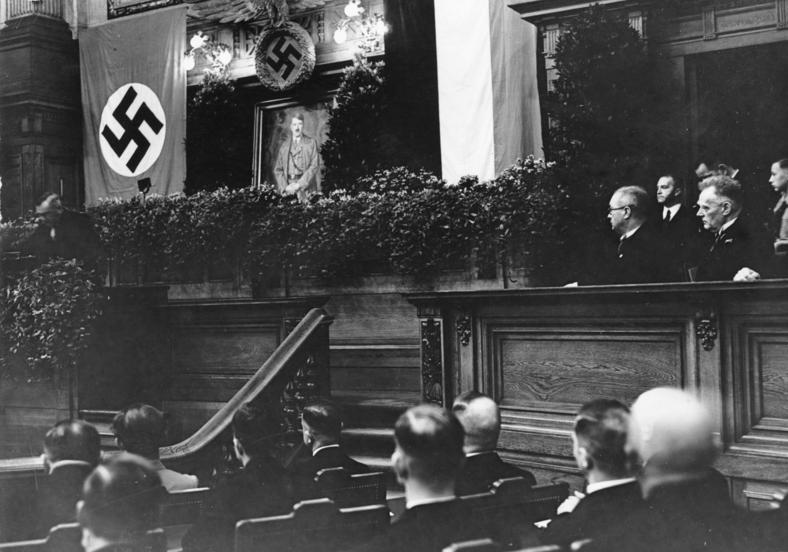
Eerste zitting van het Volksgerichtshof in het Preußenhaus in Berlijn (juli 1934)

De aanleiding voor het oprichten van het Volksgerichtshof was het feit dat bij het proces na de Rijksdagbrand van 1934 de vermoedelijke dader Marinus van der Lubbe weliswaar ter dood veroordeeld was, maar dat drie functionarissen van de KPD waren vrijgesproken. Adolf Hitler besloot daarop om strafbare feiten met een politieke achtergrond van de onafhankelijke rechtspraak over te hevelen naar een nieuw te vormen Volksgerichtshof. Op 24 april 1934 werd hiervoor een wet aangenomen die op 2 mei van dat jaar in werking trad. Het Volksgerichtshof hield zijn zittingen in Berlijn.

## Procesgang
Het Volksgerichtshof bestond uit senaten die waren samengesteld uit twee rechters van beroep en drie Volksrechters. De rechters werden door Hitler benoemd en waren mensen die als betrouwbaar nationaalsocialistisch golden. Het Volksgerichtshof was ingesteld op kurze Prozesse, waarmee in het Duits wordt aangegeven dat het doel een veroordeling was en dat bewijslast van secundair belang was. Tegen beslissingen van het Volksgerichtshof kon de aangeklaagde niet in beroep gaan; wel bestond een beroepsmogelijkheid voor de openbaar aanklager. 
Aangeklaagden waren beperkt in de keuze van hun advocaat. De advocaat moest worden goedgekeurd door de voorzitter van de senaat. De aangeklaagde en de verdediging kregen vaak pas een dag voor de rechtszaak inzage in de aanklacht; daarnaast konden de aangeklaagde en de verdediging zelden overleggen en kenden zij elkaar vaak niet. Na de veroordeling kreeg de aangeklaagde geen afschrift van het oordeel; het oordeel mocht slechts worden ingezien.
Op 1 januari 1943 had het Volksgerichtshof 47 beroepsrechters en 95 vrijwillige rechters, voor een groot deel leidende functionarissen uit het leger, de SA, de SS en de Hitler-Jugend.

## Presidenten
- 13 juli tot 18 september 1934: Fritz Rehn
- 1936 tot 1942: Otto Georg Thierack
- augustus 1942 tot 3 februari 1945: Roland Freisler
- 12 maart tot 24 april 1945: Harry Haffner

## Veroordelingen

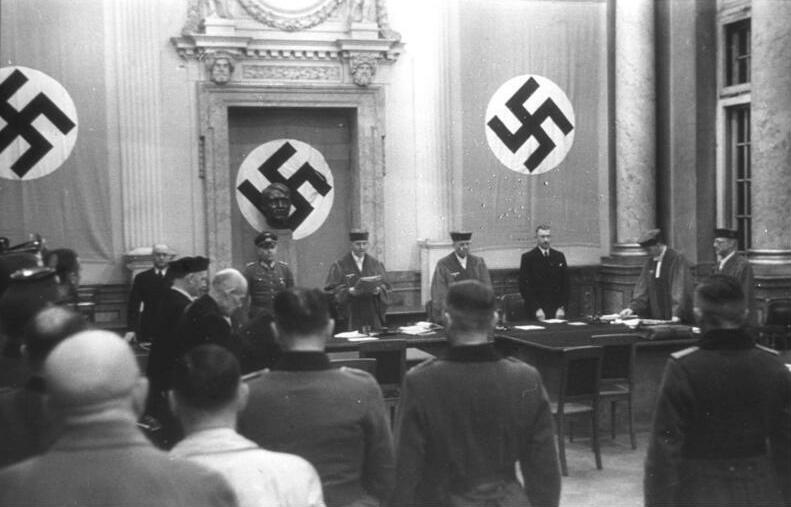
Proces na de aanslag van 20 juli 1944

Na het begin van de Tweede Wereldoorlog in 1939 steeg het aantal doodvonnissen sterk. In 1936 werden 11 doodvonnissen uitgesproken; in 1943 waren het er 1662. Tot 1945 werden ongeveer 5200 doodvonnissen uitgevoerd. Voor een doodvonnis volstond het verspreiden van nieuws van buitenlandse zenders, een geringschattende opmerking over Hitler of het in twijfel trekken van de Duitse overwinning in de oorlog.
In augustus 1942 werd Roland Freisler president van het Volksgerichtshof. Zijn optredens waren berucht: aangeklaagden werden toegeschreeuwd en grof beledigd. Zijn Senaat sprak bijzonder vaak de doodstraf uit. Op 3 februari 1945 kwam Freisler bij een bombardement om het leven.
Tot de door het Volksgerichtshof veroordeelde mensen behoorden onder meer leden van de Rote Kapelle, de Weiße Rose, de Edelweißpiraten, het Kreisauer Kreis en de officieren die betrokken waren bij het complot van 20 juli 1944.

## De Bondsrepubliek en het Volksgerichtshof

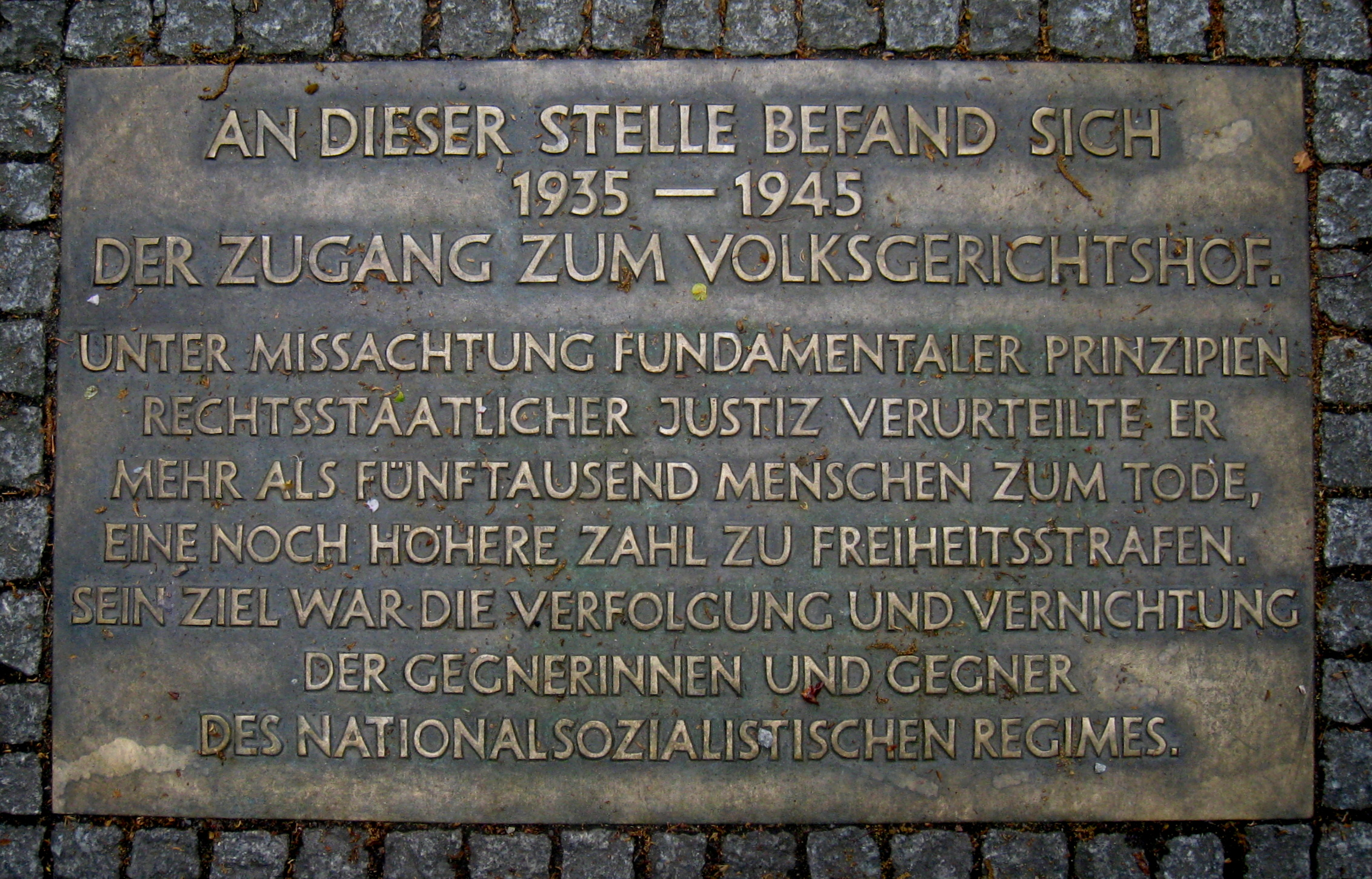
Gedenkteken markeert de toegangspoort tot het Volksgerichtshof.

In de Bondsrepubliek bleven de veroordelingen van het Volksgerichtshof hun rechtsgeldigheid behouden. In 1956 kregen de rechters van het Volksgerichthof het rechtersprivilege wat inhield dat deze rechters niet veroordeeld konden worden voor hun werkzaamheden voor het Volksgerichtshof, mits zij zich gehouden hadden aan het destijds geldende recht. Twee processen tegen voormalige rechters van het Volksgerichtshof eindigden door de voortijdige dood van de aangeklaagden. Van de ongeveer 570 rechters en openbaar aanklagers werd alleen Ernst Lautz in 1947 tot 10 jaar veroordeeld, waarvan hij 4 jaar uitzat. Vele anderen konden hun carrière in de Bondsrepubliek voortzetten.